# 한풀
한풀은 1965년 김정윤(1936~)에 의해 창제된 무예이다. 순우리말로 ‘큰 기운’, ‘신의 기운’, ‘바른 기운’ 등의 의미를 담고 있다. 무형 기술인 영검수련과 유형기술인 기술수련으로 나뉜다.

한풀 바로가기 http://www.hanpul.org

## 역사
한풀은 1965년 김정윤이 창제한 무예이다. ‘한풀’이란 이름은 1965년 한글학자 최현배 박사와 한갑수 박사의 "감수"를 받아 지은 이름이다. 김정윤은 유술의 대가 덕암 최용술(崔龍述/1899년~1986년)로부터 1958년부터 6년간 유술(柔術)을 배웠다. 수련 과정에서 김정윤은 우리 무예가 대부분 사라진 현실을 안타깝게 여기고 무예 창제의 필요성을 절감, 1965년 마침내 한풀을 창제하기에 이르렀다. 한풀은 이후 유형기술 완성기, 무형기술 완성기, 영검수련기 등을 거쳐 완벽한 우리 무예로 거듭났다.
한풀의 기술은 최용술에 의해 전해진 대동무(이 이름은 김정윤이 붙였다)에 그 뿌리를 두고 있다. 방대한 최용술의 대동무를 일정한 원리를 찾아내 정리하면서, 불필요한 기술은 버리고 반드시 필요한 기술은 대폭 보강하였다. 이 과정에서 방대하면서도 강력한 한풀이 탄생하였다.
한풀의 기술적 시원(始原)은 1985년 확인되었다. 김정윤이 송덕기를 만나 태견을 방대한 기록(3300피트)으로 남기는 과정에서 김정윤은 다케다 소가쿠(武田惣角/1857~1943년)에서 최용술로 이어진 대동무가 우리나라 유일한 고유 무예인 태견과 비전기가 일치함을 확인한 것이다.
한풀에서는 새로운 창제가 중시된다. 최용술의 뜻에 따라 김정윤이 연을 마감하면서 한풀은 역사적으로나 기술적으로 대동무 수준에 머무르지 않는다. 기술적 방대함과 강력함으로 태견의 한계를 뛰어 넘었음을 자부한다. 이는 한겨레의 자랑스러운 갈(한풀)로서 자리매김하려는 노력이기도 하다.
아울러 한풀은 검이 되기 위한 수련이다. 검이 되는 수련을 ‘영검수련’이라고 한다. 영검수련은 유형기술 수련과 무형기술 수련을 통해 완성된다.

## 기술 체계
한풀은 본수, 12기본기법, 기수 총 3가지의 카테고리의 기술체계를 가지고 있다.
1. 본수
  - 손파람(맨손기술): 손따수, 볼따살, 굽따수, 아귀날, 살갈퀴, 움갈퀴, 꺾과시
  - 가야갈(무기술): 빌랑대, 검랑대, 지팡대
  - 팔매(무기비술): 태, 사슬, 활
2. 12기본기법 – 아래의 12가지 기본 기법에 의해 본수가 펼쳐짐
  - 몸맨두리(본새 겨룸새, 투그림새, 몸한새)
  - 지르기
  - 후리기
  - 태질
  - 걸음새(보법)
  - 구르기(굴러서 공격하거나 방어하기)
  - 뜀새
  - 비켜나기
  - 걷어내기
  - 채기
  - 받아내기
  - 몸풀어나기
3. 기수 – 공격/방어 부위에 따른 구분으로,12기본기법을 활용해 펼침
  - 날주박, 뿔주먹, 솜주박, 굽따주박, 갈기, 치살, 다리질

## 기술 체계의 상호 연관성
한풀은 맨손으로 하는 기술(손파람)과 무기를 들고 하는 기술(가야갈), 무기를 던지는 기술(팔매)로 나뉜다. 이 세가지 기술을 본수라고 한다. 한풀 기술의 근간을 이루는 수는 손파람이다. 손파람 원리로 가야갈이 구성되기 때문에 손파람을 제대로 수련하면 가야갈은 3분의 1의 수련시간을 할애하여도 수련을 마칠 수 있다.  팔매는 손파람과 원리는 같으나 손파람을배우는 만큼의 시간이 소요된다. 본수(손파람, 가야갈, 팔매)는 12기본기법에 의해 펼쳐진다.손파람의 경우 상대를 공격하는기술인 지르기, 후리기, 방어하는기술인 비켜나기, 걷어내기, 채기, 받아내기, 몸풀어나기, 공격과방어를 동시 수행할 수 있는 태질, 공격과 방어를 위해 필요한 동작이자 기술인 걸음새, 구르기, 뜀새로 나뉜다. 몸맨두리는공방을 위한 기본 자세를 일컫는다.

## 같이 보기
- 국선도
- 혈기도
- 단월드
- 택견
- 십팔기도
- 한무도
- 수박도
- 한검도

## 참고 문헌
- 김정윤 『大東武(대동무)』 밝터 바로가기 http://www.barktur.com